# Indeks dolny

"Zero" w indeksie dolnym

Indeks dolny, frakcja dolna (ang. subscript) – określa pozycję, kształt i wielkość znaku tej samej odmiany pisma, którego forma graficzna jest optycznie podobna do formy znaku normalnej wielkości, jego wielkość mniejsza, a jego położenie poniżej linii pisma.
W pismach drukarskich znaki w indeksie dolnym są tak projektowane, aby optycznie ich grubość była zgodna z grubością znaków normalnych. Komputerowe przeskalowanie znaku normalnego i przesunięcie go w pozycję indeksu dolnego spowoduje, że znak ten będzie optycznie za cienki w stosunku do pisma normalnej wielkości tej samej odmiany.
Indeks dolny jest stosowany w formułach matematycznych i wzorach chemicznych, np. H2O.

## Znaki w indeksie dolnym zdefiniowane wUnikodzie

### Minuskułowe litery greckie
| Znak | Kod    | Nazwa unikodowa                    | Nazwa polska                      |
| ---- | ------ | ---------------------------------- | --------------------------------- |
| ᵦ    | U+1D66 | GREEK SUBSCRIPT SMALL LETTER BETA  | minuskuła beta w indeksie dolnym  |
| ᵧ    | U+1D67 | GREEK SUBSCRIPT SMALL LETTER GAMMA | minuskuła gamma w indeksie dolnym |
| ᵨ    | U+1D68 | GREEK SUBSCRIPT SMALL LETTER RHO   | minuskuła ro w indeksie dolnym    |
| ᵩ    | U+1D69 | GREEK SUBSCRIPT SMALL LETTER PHI   | minuskuła pi w indeksie dolnym    |
| ᵪ    | U+1D6A | GREEK SUBSCRIPT SMALL LETTER CHI   | minuskuła chi w indeksie dolnym   |

### Cyfry arabskie i znaki matematyczne
| Znak | Kod    | Nazwa unikodowa             | Nazwa polska                           |
| ---- | ------ | --------------------------- | -------------------------------------- |
| ₀    | U+2080 | SUBSCRIPT ZERO              | zero w indeksie dolnym                 |
| ₁    | U+2081 | SUBSCRIPT ONE               | jeden w indeksie dolnym                |
| ₂    | U+2082 | SUBSCRIPT TWO               | dwa w indeksie dolnym                  |
| ₃    | U+2083 | SUBSCRIPT THREE             | trzy w indeksie dolnym                 |
| ₄    | U+2084 | SUBSCRIPT FOUR              | cztery w indeksie dolnym               |
| ₅    | U+2085 | SUBSCRIPT FIVE              | pięć w indeksie dolnym                 |
| ₆    | U+2086 | SUBSCRIPT SIX               | sześć w indeksie dolnym                |
| ₇    | U+2087 | SUBSCRIPT SEVEN             | siedem w indeksie dolnym               |
| ₈    | U+2088 | SUBSCRIPT EIGHT             | osiem w indeksie dolnym                |
| ₉    | U+2089 | SUBSCRIPT NINE              | dziewięć w indeksie dolnym             |
| ₊    | U+208A | SUBSCRIPT PLUS SIGN         | znak plus w indeksie dolnym            |
| ₋    | U+208B | SUBSCRIPT MINUS             | znak minus w indeksie dolnym           |
| ₌    | U+208C | SUBSCRIPT EQUALS SIGN       | znak równości w indeksie dolnym        |
| ₍    | U+208D | SUBSCRIPT LEFT PARENTHESIS  | lewy nawias okrągły w indeksie dolnym  |
| ₎    | U+208E | SUBSCRIPT RIGHT PARENTHESIS | prawy nawias okrągły w indeksie dolnym |

### Minuskułowe litery łacińskie
| Znak | Kod    | Nazwa unikodowa                | Nazwa polska                  |
| ---- | ------ | ------------------------------ | ----------------------------- |
| ᵢ    | U+1D62 | LATIN SUBSCRIPT SMALL LETTER I | minuskuła i w indeksie dolnym |
| ᵣ    | U+1D63 | LATIN SUBSCRIPT SMALL LETTER R | minuskuła r w indeksie dolnym |
| ᵤ    | U+1D64 | LATIN SUBSCRIPT SMALL LETTER U | minuskuła u w indeksie dolnym |
| ᵥ    | U+1D65 | LATIN SUBSCRIPT SMALL LETTER V | minuskuła v w indeksie dolnym |
| ₐ    | U+2090 | LATIN SUBSCRIPT SMALL LETTER A | munuskuła a w indeksie dolnym |
| ₑ    | U+2091 | LATIN SUBSCRIPT SMALL LETTER E | munuskuła e w indeksie dolnym |
| ₒ    | U+2092 | LATIN SUBSCRIPT SMALL LETTER O | minuskuła o w indeksie dolnym |
| ₓ    | U+2093 | LATIN SUBSCRIPT SMALL LETTER X | minuskuła x w indeksie dolnym |

### Pozostałe znaki
| Znak | Kod    | Nazwa unikodowa                    | Nazwa polska                         |
| ---- | ------ | ---------------------------------- | ------------------------------------ |
| ٖ     | U+0656 | ARABIC SUBSCRIPT ALEF              | arabski alef w indeksie dolnym       |
| ₔ    | U+2094 | LATIN SUBSCRIPT SMALL LETTER SCHWA | minuskuła schwa w indeksie dolnym    |
| ⨧    | U+2A27 | PLUS SIGN WITH SUBSCRIPT TWO       | znak plus z dwójką w indeksie dolnym |